# Drogas do sertão

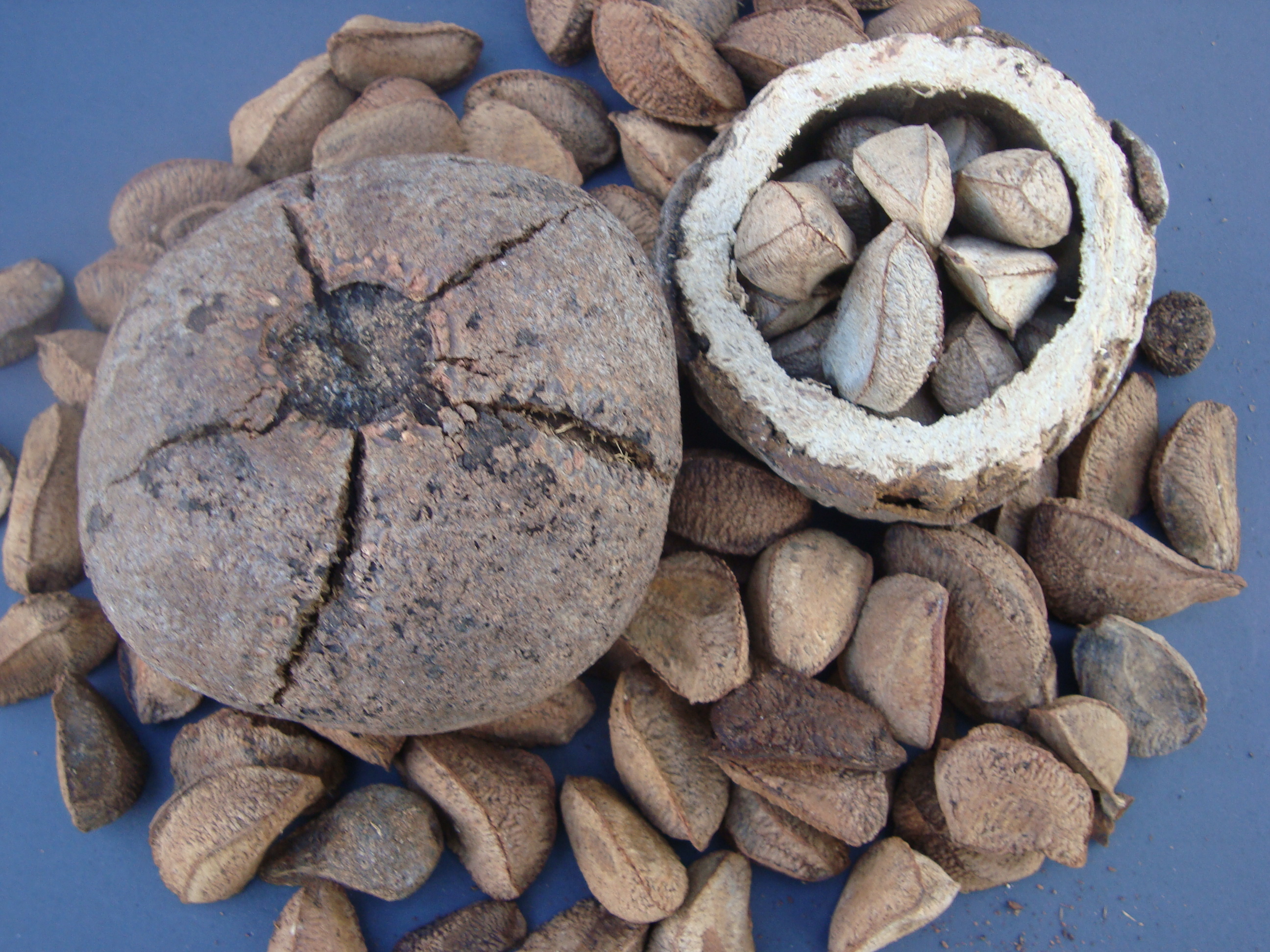
Castanha-do-pará, uma das "drogas do sertão" buscada por colonizadores europeus na Amazônia.

As drogas do sertão é um termo que se refere a determinadas especiarias nativas da Amazônia (semente, raiz, casca) extraídas do chamado sertão brasileiro na época das entradas e das bandeiras (Brasil Colônia), que eram usadas de várias formas: remédio, tempero, corante, óleo e, selador. No Brasil os europeus as conheceram pelo contato com os indígenas que as usavam, e estas especiarias eram semelhantes à produtos encontrados somente na Ásia e mediterrâneo.
Segundo o Museu Paraense Emílio Goeldi, o sertão brasileiro era, o modo como era conhecida a floresta no Brasil. A bacia do rio Amazonas impressionou os europeus por ter uma riqueza e abundância de alimentos, fibras, óleos e, madeiras.
As "drogas" eram produtos nativos do Brasil, que não existiam na Europa e, por isso, atraíam o interesse dos europeus que as consideravam como novas especiarias.
Os portugueses tinham interesse pelo comércio das drogas do sertão por quatro motivos: ter perdido o poder dos portos da Ásia; a necessidade de colonização o interior da Amazônia; disputar as fronteiras com os espanhóis; o cacau era a especiaria mais lucrativa, e; procuravam produtos que substituíssem as especiarias asiáticas.
A foz do rio Amazonas era uma região onde se praticava intenso contrabando, as drogas do sertão eram mercadorias valiosas, que na década de 1610 os ingleses, franceses, holandeses e, irlandeses possuíam interesses nos produtos típicos da região, como ervas aromáticas, plantas medicinais, sementes e raízes. Esses produtos recebiam o nome de drogas do sertão e eram considerados especiarias na Europa, alcançando excelentes preços nesse período. Os contrabandistas criaram feitorias nos grandes rios do baixo Amazonas e negociavam com os indígenas as drogas.
Então em 1616, os portugueses para combater o contrabando na Amazônia feito pelos outros europeus, Francisco Caldeira Castelo Branco fundou, na foz do rio Amazonas, o forte do Presépio, dando origem ao povoado colonial Feliz Lusitânia e também ao município "Santa Maria de Belém do Pará" (atual cidade brasileira de Belém do Pará).
Em 1637, partiu de Belém uma expedição comandada por Pedro Teixeira. Durante dois anos a expedição subiu o rio Amazonas, chegando até Quito, no Equador.
Após a viagem de Pedro Teixeira, os jesuítas estabeleceram missões na região no início do século XVII e, foram os pioneiros no cultivo do cacau e na coleta das drogas do sertão, utilizando o conhecimento e a mão de obra indígena. Tempos depois, a coleta passou a ser feita também por colonos e bandeirantes (anterior à extração do ouro), o que gerou conflitos e combates constantes com os jesuítas, provocados quase sempre pela questão indígena.
O naturalista e explorador brasileiro Alexandre Rodrigues Ferreira (1756-1815), fez a expedição Viagem Filosófica no período de 1783 à 1792, e alertou aos português sobre problemas que a coleta das drogas do sertão poderiam causar no comércio. Ele não tinha como prever a extinção de algumas espécies, mas acreditava que a agricultura seria melhor economicamente que o extrativismo desenfreado.

## As drogas
As drogas do sertão são:
- Cacau;
- Castanha-do-pará;
- Copaíba;
- Guaraná/narana;
- Pau-cravo;
- Salsaparrilha/japecanga, e;
- Urucum.

O cacau foi a especiaria mais lucrativa para os portugueses, que era naturalmente era encontrada na região do Pará e redondeza na época do Brasil Colônia. Mas antes disso, os espanhóis já tinham apresentado aos europeus o sabor especial do chocolate, onde popularizou-se, tornando-se bebida obrigatória na região. O chocolate no início da colonização da América era consumido pelos nativos na forma de uma bebida quente e amarga, de uso exclusivo da nobreza, então os europeus passaram a adoçar e a misturar especiarias para adequar o gosto.
O guaraná era desconhecido na Europa, que era plantado pelos indígenas saterés-mawés na América e, o usavam como: estimulante/adrenérgico, remédio para diarreia, enxaqueca e, antídoto para veneno.
O óleo da copaíba são usados pelos indígenas como remédio cicatrizante de feridas, ao observar os animais que quando estavam feridos, esfregavam-se no tronco dessa árvore para se curar. Essa droga foi uma das primeiras a ser conhecida pelos europeus no Brasil devido ter o poder de cura.
O pau-cravo / cravo-do-maranhão atualmente é ameaçado de extinção, foi muito usada na culinária europeia substituindo o cravo-da-Índia.
O urucum foi usado pelos europeus como corante e condimento substituindo o açafrão. Possui grande quantidade na natureza e é exportado para a indústria de cosméticos.

A salsaparrilha foi amplamente exportada devido ter poder de cura. Os indígenas usam as folhas e frutos como condimento na culinária e como remédio, com propriedades depurativas e diuréticas. Os europeus chamavam-na de raiz-da-China e, a usaram no tratamento de reumatismo, febres e, sífilis, tornando-se popular e outro sucesso de exportação igual ao cacau.